# 苏珊·莱尔德
苏珊·莱尔德（英語：Susan Laird，1908年7月18日—1933年11月7日），美国女子游泳运动员。她曾代表美国参加1928年夏季奥林匹克运动会游泳比赛，获得女子100米自由泳第五名。